# 棘魚類
棘魚類（きょくぎょるい、Acanthodii）は、古生代に繁栄した化石魚類の一群である。脊椎動物亜門の下位分類群の一つ、棘魚綱 Acanthodii に所属する魚類の総称として用いられる。約4億年前のシルル紀に出現し、デボン紀には世界の淡水域を中心に最盛期を迎えたが、その後勢力は衰えペルム紀までに絶滅した。同じく絶滅した系統である板皮類に比べて長く生きていた。

## 概要
確実な棘魚類の化石記録は古生代のシルル紀後期の地層から発見されている。断片的な微小化石がオルドビス紀後期の地層から報告されているが、この時期における棘魚類の詳細についてはほとんどわかっていない。デボン紀・石炭紀にかけて繁栄は頂点に達したものの次第に衰退し、その多くは古生代の最後の紀であるペルム紀前期（約2億9千万年前）には絶滅した。
棘魚綱は淡水魚を中心とするグループであるが、海産の仲間も知られている。海洋に分布した初期の棘魚類はやがて淡水域に進出し、デボン紀には淡水産種を中心に栄えることになった。体の形はやや細長く、全体的に現代の硬骨魚類に近い。最大で2.5mに達したと推定されるが、ほとんどの種類は体長20cm未満の小型の魚類であったとみられている。眼が大きいこと、口は吻の先端あるいはやや下についていることなどから、表層から中層で遊泳生活を送っていたと推測されている。イスクナカントゥス目は他の魚類や無脊椎動物を捕食し、残るほとんどの仲間はより微小な生物を餌としていたと考えられている。

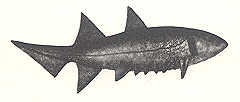
棘魚類の想像図。胸鰭と腹鰭の間に、複数の対になった棘（副対鰭）をもつ

尾鰭を除くすべての鰭に頑丈な棘をもつことが、棘魚類の最大の特徴であり、名称の由来にもなっている。また多くの種類は、胸鰭と腹鰭の間に対になって並んだ一連の棘（副対鰭と呼ばれる）をもつ。棘魚類から遅れて出現したグループでは、これらの特殊な対鰭は失われている。尾鰭はサメ（軟骨魚類）のように、上葉が長く伸びた上下非対称の異尾となっている。他にも歯・鰓の形態など軟骨魚類との類似点は多いが、頭蓋骨・鰓蓋骨などの特徴から、硬骨魚類により近縁な一群と考えられている。
菱形から涙形の鱗が体部と鰭を覆う。体部の鱗は、同心円状の層構造を増やしながら成長する。顎方軟骨およびメッケル軟骨により構成される顎をもち、両者の骨化の程度はさまざま。顎弓は舌弓と密接に関連する。鰓弓は5本で、ほとんどの仲間は板状の皮膚によって覆われた鰓室をもつ。脊索は永続的。神経弓・血管弓をもつ。
これまでに、棘魚類の位置付けにはさまざまな見解があり、顎口上綱で最も原始的なグループと考えられたこともあった。1930年から50年代にかけては、板皮綱に含められることが多かった。1966年にRomerによって棘魚類と条鰭類の類似点が認められたことで、暫定的に硬骨魚類の中でも原始的な群（亜綱）として位置付けられるようになった。1970年代以降も分類の変遷は続き、板鰓亜綱に近縁とされたり、軟骨魚綱・板皮綱・硬骨魚綱の姉妹群として扱われたりした。だが、2010年代の全顎板皮類（maxillate placoderm）の発見以降、全顎板皮類を系統解析に含めた結果、軟骨魚類のステムグループであることが支持されるようになった。

## 分類
棘魚綱は3目10科で構成される。近年の分岐分類学に基づく解析は、本綱は現在知られている体系よりもはるかに多様性に富むことを示唆している。棘魚類である可能性が示唆されながら本体系には含まれていないグループとして、Granulacanthus 属・Obtusacanthus 属・Lupopsyroides 属などの存在が知られている。

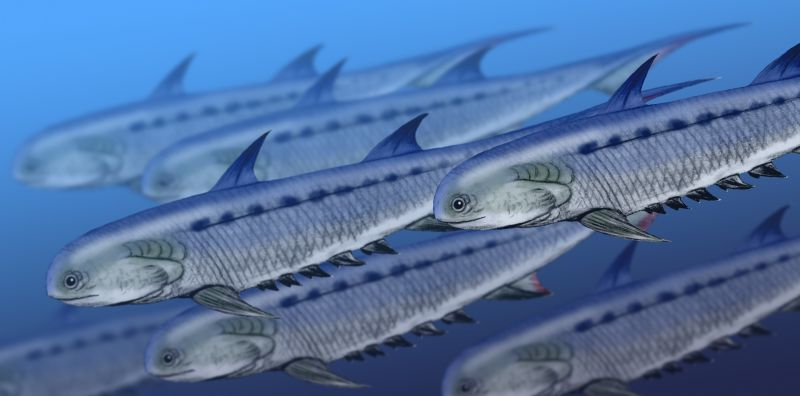
クリマティウス目の1種（Climatius reticulatus）。棘魚類は大きな眼と前方に開いた口をもち、表層での遊泳生活に適応していたとみられている

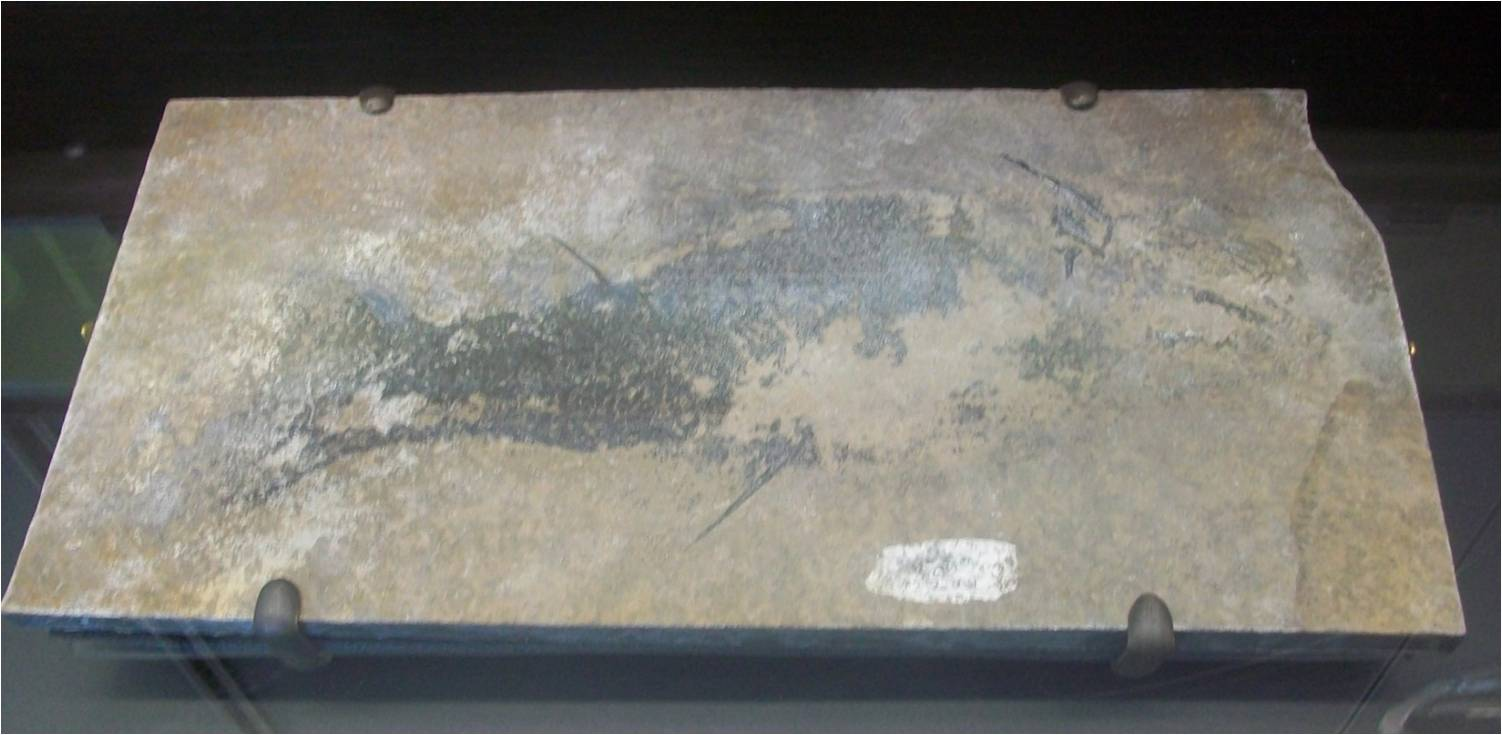
アカントーデス目の1種（Cheiracanthus murchisoni）

- †クリマティウス目 Climatiiformes
シルル紀中期から石炭紀後期にかけて、アフリカを除く六大陸およびグリーンランドに分布していたとみられる一群。背鰭は2つあり、いずれも棘をもつ。クリマティウス属など、胸鰭と腹鰭の間に最大6対の副対鰭をもつものが多い。歯はないか、あっても顎に固着しない。本目は側系統群であることが示唆されており、暫定的に5科が設置される。
  - †Climatiidae
  - †Culmacanthidae
  - †Diplacanthidae
  - †Gyracanthidae
  - †Euthacanthidae
- †アカントーデス目 Acanthodiformes
デボン紀後期からペルム紀後期にかけて、南アメリカを除く六大陸に分布した。背鰭は1つで、棘をもつ。歯をもたないが、特に後期に出現したグループでは鰓耙が発達していることから、濾過摂食に適応していたと考えられている。副対鰭はないか、あっても1対のみ。アカントーデス（アカンソデス）の仲間など、3科が知られる。
  - †Mesacanthidae
  - †Cheiracanthidae
  - †Acanthodidae
- †イスクナカントゥス目 Ischnacanthiformes
シルル紀前期から石炭紀後期にかけて、アフリカを除く六大陸に分布していた。ほとんどの種類は顎や歯など、部分的な化石しか知られていない。背鰭は2つで、棘をもつ。顎に固着した歯をもつ。副対鰭はない。
  - †Ischnacanthidae
  - †Poracanthodidae